# 阿克塞爾·梅爾
阿克塞尔，梅尔（Axel Meyer，1960年8月4日－），德国康斯坦茨大学终身教授、国际著名生物演化学家，动物学家；其主要研究领域包括慈鲷的适应辐射, 鱼类基因组复制 ,脊椎动物系统进化，以及自然选择与性选择对物种分化的影响与作用。

## 教育以及曾经任职
梅尔毕业于德国吕贝克Katharineum （页面存档备份，存于）高中；1979至1982年，在德国马尔堡大学进行本科学习；1982年获得由基尔大学和美国迈阿密大学颁发地本科学位；1984至1992年，在美国伯克利大学动物学学院学习和研究并获得硕士和博士学位。1986年至1987年，梅尔作为访问学生在哈佛大学生物与进化生物学院学习一年。
受到Alfred P. Sloan基金会资助，梅尔在伯克利大学Allan C Wilson教授实验室完成了博士后研究。 1993年，梅尔在纽约州立大学纽约州立大学生态与演化学院成为助理教授并随后晋升副教授。1997年，梅尔成为德国康斯坦茨大学生物系终身教授。

## 对科学知识地传播
梅尔教授一直致力于向大众传播与交流科学知识。他为德国著名的时代周报 （页面存档备份，存于）以及法兰克福汇报撰写了超过45篇文章；并且是Quantensprung以及Handelsblatt （页面存档备份，存于）的专栏作家。梅尔教授在Quantensprung上发表的前100篇专栏被整理成书以Evolution ist überall （页面存档备份，存于）发表。

## 获奖情况
梅尔教授的研究成果已经被其他科学家大量的引用，并且得到国际媒体的广泛关注。由于其学术上的重要贡献，梅尔教授被选举为多个著名学术组织的成员，这其中包括德国利奥波第那科学院，
欧洲科学与艺术学院 ，欧洲分子生物协会 ，以及柏林布兰登堡科学与人文科学院；并受到多个组织嘉奖。他获得重要的奖项包括 Carus Prize（德国利奥波第那科学院，2009年）,  EMBO Award for Communication in Life Science（欧洲分子生物学组织，2008年）, Simon Guggenheim Memorial Fellowship (1996年) , the Young Investigator Prize (美国博物学家协会 （页面存档备份，存于）,1990年) 以及Hector Science Awards (Hector基金会，2012年)。